# Automatización

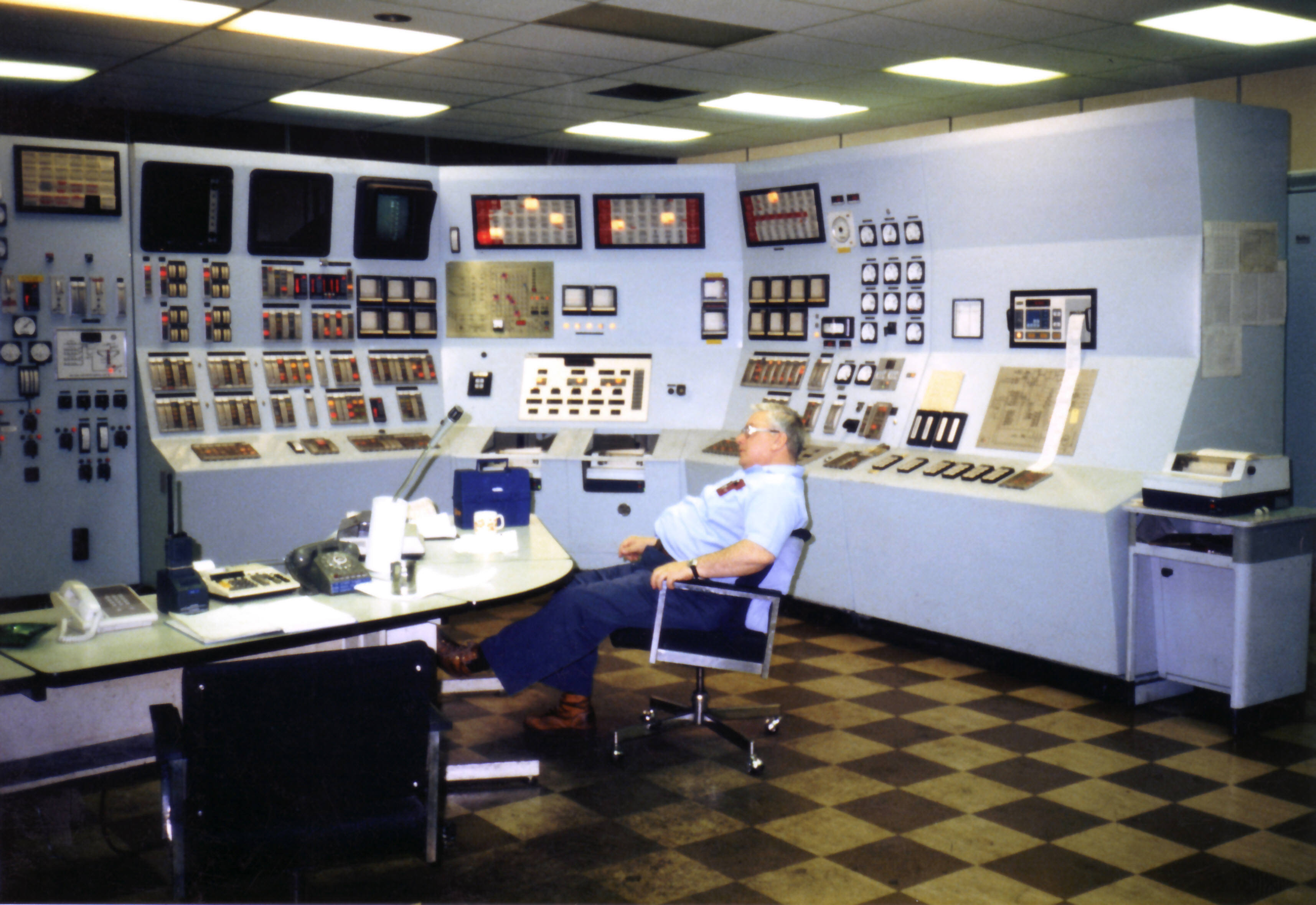
Se requiere la mínima intervención humana para controlar muchas grandes instalaciones, como esta estación de generación eléctrica

El vocablo automatización describe una amplia gama de tecnologías que reducen la intervención humana en los procesos. La intervención humana se reduce mediante la predeterminación de los criterios de decisión, las relaciones de los subprocesos y las acciones relacionadas, y la incorporación de esas predeterminaciones en las máquinas.
La automatización, incluye el uso de diversos equipos y sistemas de controles como maquinaria, procesos en fábricas, caldera, y tratamiento térmico horno, conmutación en red telefónica, dirección y estabilización de barcos, aviones y otras aplicaciones y vehículos con reducida intervención humana.
La automatización abarca aplicaciones que van desde un termostato doméstico que controla una caldera, hasta un gran sistema de control industrial con decenas de miles de medidas de entrada y señales de control de salida. La automatización también ha encontrado espacio en el sector bancario. En cuanto a la complejidad del control, puede ir desde un simple control de encendido y apagado hasta algoritmos multivariables de alto nivel.
En el tipo más sencillo de un lazo de control automático, un controlador compara un valor medido de un proceso con un valor de consigna deseado y procesa la señal de error resultante para cambiar alguna entrada del proceso, de forma que éste se mantenga en su punto de consigna a pesar de las perturbaciones. Este control en lazo cerrado es una aplicación de la retroalimentación negativa a un sistema. La base matemática de la teoría del control se inició en el siglo XVIII y avanzó rápidamente en el XX.
La automatización se ha logrado por varios medios, incluyendo mecánico, hidráulica, neumática, eléctrica, dispositivos electrónicos, y ordenadors, normalmente en combinación. Los sistemas complicados, como las fábricas modernas, los aviones y los barcos, suelen utilizar todas estas técnicas combinadas. Los beneficios de la automatización incluyen el ahorro de mano de obra, la reducción de los residuos, el ahorro de costes de electricidad, el ahorro de costes de material y la mejora de la calidad, la exactitud y la precisión.
El Informe sobre el Desarrollo Mundial del Banco Mundial 2019 muestra evidencias de que las nuevas industrias y puestos de trabajo en el sector tecnológico superan los efectos económicos de los trabajadores desplazados por la automatización.
La pérdida de puestos de trabajo y la movilidad descendente achacados a la automatización se han citado como uno de los muchos factores del resurgimiento de las políticas nacionalistas, proteccionistas y populistas en Estados Unidos, Reino Unido y Francia, entre otros países desde la década de 2010.
Por otra parte, Jason Resnikoff critica el abuso de los términos automatización, mecanización e informatización que no conllevarían realmente una disminución de trabajo humano global sino una ideologización capitalista y una depauperación de las condiciones de trabajo, considerándolas de inferior categoría. Las máquinas son hechas y manejadas por trabajadores y no disminuyen el número de trabajadores.

## Control en lazo abierto y en lazo cerrado (retroalimentación)
Un lazo de control (o bucle de control) es un sistema aplicado por los ingenieros de diseño en aplicaciones industriales para medir y regular variables de proceso mediante un conjunto de sensores y controladores. La importancia de los lazos de control recae en su capacidad para mantener la estabilidad de un sistema y llegar consistentemente al resultado deseado de un proceso.
El objetivo del lazo de control es mantener la variable de proceso (VP) dentro de un rango concreto o un valor determinado (SP). Esto se logra mediante el uso de señales de retroalimentación y corrección automática.
Todos los sistemas de lazos de control tienen una serie de elementos esenciales para su correcto funcionamiento. A pesar de que hay sistemas de lazo de control disponibles en diferentes configuraciones, especializados según la industria y el tipo de uso, todos siguen un principio de diseño similar. Sus componentes principales son: el dispositivo de medición, el controlador, el elemento final de control y el propio proceso.
Fundamentalmente, hay dos tipos de lazos de control: de lazo abierto y de lazo cerrado.
En el control en lazo abierto, la acción de control del regulador es independiente de la "salida del proceso" (o "variable de proceso controlada"). Un buen ejemplo de ello es una caldera de calefacción central controlada únicamente por un temporizador, de modo que el calor se aplica durante un tiempo constante, independientemente de la temperatura del edificio. (La acción de control consiste en apagar y encender la caldera. La salida del proceso es la temperatura del edificio).
En el control en lazo cerrado, la acción de control del regulador depende de la salida del proceso. En el caso de la analogía de la caldera, esto incluiría un sensor de temperatura para controlar la temperatura del edificio y, por lo tanto, devolver una señal al controlador para garantizar que mantiene el edificio a la temperatura establecida en el termostato. Por lo tanto, un controlador de lazo cerrado tiene un lazo de retroalimentación que asegura que el controlador ejerce una acción de control para dar una salida del proceso igual a la "entrada de referencia" o "punto de ajuste". Por esta razón, los controladores de lazo cerrado también se denominan controladores de retroalimentación.
La definición de un sistema de control de lazo cerrado según la British Standard Institution es 'un sistema de control que posee retroalimentación de monitoreo, la señal de desviación formada como resultado de esta retroalimentación se utiliza para controlar la acción de un elemento de control final de tal manera que tiende a reducir la desviación a cero.
Asimismo, un Sistema de control de retroalimentación es un sistema que tiende a mantener una relación prescrita de una variable del sistema con otra, comparando funciones de estas variables y utilizando la diferencia como medio de control. El tipo avanzado de automatización que revolucionó la fabricación, la aviación, las comunicaciones y otras industrias, es el control por retroalimentación, que suele ser continuo y consiste en tomar medidas mediante un sensor y realizar ajustes calculados para mantener la variable medida dentro de un rango establecido. La base teórica de la automatización en lazo cerrado es la teoría de control.

## Acciones de control

### Control discreto (on/off)
Uno de los tipos de control más sencillos es el control on-off. Un ejemplo es un termostato utilizado en los electrodomésticos que abre o cierra un contacto eléctrico. (Los termostatos se desarrollaron originalmente como verdaderos mecanismos de control de retroalimentación en lugar del termostato de encendido y apagado común de los electrodomésticos).
Control de secuencia, en el que se realiza una secuencia programada de operaciones "discretas", a menudo basada en la lógica del sistema que implica estados del mismo. Un sistema de control de ascensores es un ejemplo de control de secuencia.

### Controlador PID

Un diagrama de bloques de un controlador PID en un lazo de retroalimentación, r(t) es el valor del proceso deseado o "set point", e y(t) es el valor del proceso medido

Un controlador proporcional-integral-derivativo (controlador PID) es un lazo de control  con mecanismo de retroalimentación (controlador) muy utilizado en sistemas de control industrial.
En un lazo PID, el controlador calcula continuamente un {\displaystyle e(t)} <valor de error> como la diferencia entre una punto de consigna deseada y una variable de proceso medida y aplica una corrección basada en los términos proporcional, integral y derivada, respectivamente (a veces denotados como P, I y D) que dan nombre al tipo de controlador.
La comprensión teórica y la aplicación datan de la década de 1920, y se implementan en casi todos los sistemas de control analógico; originalmente en controladores mecánicos, y luego utilizando electrónica discreta y últimamente en ordenadores de procesos industriales.

### Control secuencial y secuencia lógica o control de estado del sistema
El control secuencial puede ser a una secuencia fija o a una lógica que realizará diferentes acciones dependiendo de varios estados del sistema. Un ejemplo de una secuencia ajustable pero fija es el temporizador de un aspersor de césped.
Los estados se refieren a las distintas condiciones que pueden darse en un escenario de uso o secuencia del sistema. Un ejemplo es un ascensor, que utiliza la lógica basada en el estado del sistema para realizar ciertas acciones en respuesta a su estado y a la entrada del operador. Por ejemplo, si el operador pulsa el botón de la planta n, el sistema responderá dependiendo de si el ascensor está parado o en movimiento, subiendo o bajando, o si la puerta está abierta o cerrada, y otras condiciones.
El primer desarrollo del control secuencial fue la lógica de relés, mediante la cual los relés eléctricos activan contactos eléctricos que inician o interrumpen la alimentación de un dispositivo. Los relés se utilizaron por primera vez en las redes telegráficas antes de desarrollarse para controlar otros dispositivos, como cuando se arrancan y paran motores eléctricos de tamaño industrial o se abren y cierran válvulas solenoides. El uso de relés para el control permitía un control basado en eventos, en el que las acciones podían activarse fuera de la secuencia, en respuesta a eventos externos. La respuesta era más flexible que la de los rígidos temporizadores de leva de secuencia única. Los ejemplos más complicados implicaban el mantenimiento de secuencias seguras para dispositivos como los controles de puentes giratorios, en los que era necesario desenganchar un cerrojo antes de poder mover el puente, y el cerrojo no podía soltarse hasta que se hubieran cerrado las puertas de seguridad.
El número total de relés y temporizadores de leva puede ascender a cientos o incluso miles en algunas fábricas. Las primeras técnicas y lenguajes de programación fueron necesarias para hacer manejables estos sistemas, siendo una de las primeras la lógica de escalera, en la que los diagramas de los relés interconectados se asemejaban a los peldaños de una escalera. Más tarde se diseñaron ordenadores especiales llamados controladores lógicos programables para sustituir estos conjuntos de hardware por una única unidad más fácil de reprogramar.
En un típico circuito de arranque y parada de motor cableado (llamado circuito de control), un motor se pone en marcha pulsando un botón de arranque o marcha que activa un par de relés eléctricos. El relé de bloqueo bloquea los contactos que mantienen el circuito de control energizado cuando se suelta el pulsador. (El botón de arranque es un contacto normalmente abierto y el de parada es un contacto normalmente cerrado). Otro relé energiza un interruptor que alimenta el dispositivo que acciona el interruptor de arranque del motor (tres conjuntos de contactos para la energía industrial trifásica) en el circuito de alimentación principal. Los motores grandes utilizan alta tensión y experimentan una alta corriente de entrada, lo que hace que la velocidad sea importante a la hora de establecer y romper el contacto. Esto puede ser peligroso para el personal y la propiedad con los interruptores manuales. Los contactos de "bloqueo" en el circuito de arranque y los contactos de alimentación principal del motor se mantienen acoplados por sus respectivos electroimanes hasta que se pulsa un botón de "parada" o "apagado", que desenergiza el relé de bloqueo.

Este diagrama de estados muestra cómo se puede utilizar el UML para diseñar un sistema de puertas que sólo puede abrirse y cerrarse

Comúnmente se añaden interlocks a un circuito de control. Supongamos que el motor del ejemplo alimenta una maquinaria que tiene una necesidad crítica de lubricación. En este caso, se podría añadir un enclavamiento para garantizar que la bomba de aceite esté en funcionamiento antes de que el motor se ponga en marcha. Los temporizadores, los interruptores de límite y los ojos eléctricos son otros elementos comunes en los circuitos de control.
Las electroválvulas son muy utilizadas en aire comprimido o fluido hidráulico para alimentar actuadores en componentes mecánico. Mientras que los motores se utilizan para suministrar un movimiento rotatorio continuo, los actuadores suelen ser una mejor opción para crear de forma intermitente un rango de movimiento limitado para un componente mecánico, como mover varios brazos mecánicos, abrir o cerrar válvulas, levantar rodillos de prensa pesados, aplicar presión a las prensas.

### Control por ordenador
Los ordenadores pueden realizar tanto el control secuencial como el control por retroalimentación, y normalmente un solo ordenador realiza ambos en una aplicación industrial. Los controladores lógicos programables (PLC) son un tipo de microprocesador de propósito especial que sustituyó a muchos componentes de hardware como los temporizadores y los secuenciadores de tambor utilizados en los sistemas de tipo lógica de relés. Los ordenadores de control de procesos de propósito general han sustituido cada vez más a los controladores autónomos, y un solo ordenador puede realizar las operaciones de cientos de controladores. Los ordenadores de control de procesos pueden procesar datos de una red de PLC, instrumentos y controladores para implementar el control típico (como el PID) de muchas variables individuales o, en algunos casos, para implementar algoritmos de control complejos utilizando múltiples entradas y manipulaciones matemáticas. También pueden analizar los datos y crear pantallas gráficas en tiempo real para los operadores y ejecutar informes para los operadores, los ingenieros y la dirección.
El control de un cajero automático (ATM) es un ejemplo de proceso interactivo en el que un ordenador realiza una respuesta derivada de la lógica a una selección del usuario basada en la información recuperada de una base de datos en red. El proceso del cajero automático tiene similitudes con otros procesos de transacción en línea. Las diferentes respuestas lógicas se denominan escenarios. Estos procesos suelen diseñarse con la ayuda de casos de uso y diagramas de flujo, que guían la escritura del código de software. El primer mecanismo de control retroalimentado fue el reloj de agua inventado por el ingeniero griego Ctesibius (285-222 a. C.).

## Historia

### Historia temprana

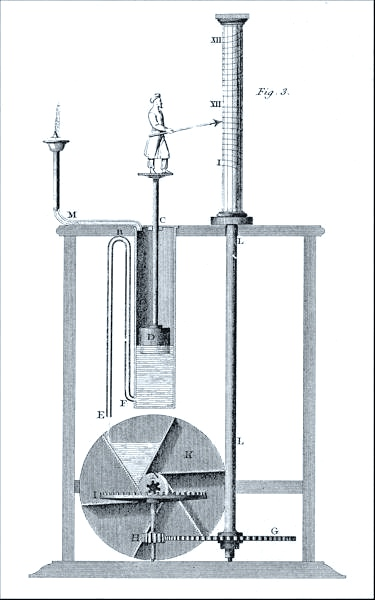
Ctesibius's clepsydra (3rd century BC)

Era una preocupación de los griegos y los árabes (en el período comprendido entre el 300 a. C. y el 1200 d. C., aproximadamente) llevar la cuenta exacta del tiempo. En el Egipto ptolemaico, hacia el año 270 a. C., Ctesibius describió un regulador de flotador para un reloj de agua, un dispositivo no muy diferente de la bola y el grifo de un inodoro moderno. Este fue el primer mecanismo controlado por retroalimentación. La aparición del reloj mecánico en el siglo XIV hizo que el reloj de agua y su sistema de control de retroalimentación quedaran obsoletos.
La Persa Banū Mūsā los hermanos, en su Libro de los ingenios (850 d. C.), describen una serie de controles automáticos. Los controles de nivel de dos pasos para fluidos, una forma de control de estructura variable discontinua, fueron desarrollados por los hermanos Banu Musa. También describieron un feedback controller. El diseño de los sistemas de control por retroalimentación hasta la Revolución Industrial fue por ensayo y error, junto con una gran cantidad de intuición ingenieril. Por lo tanto, era más un arte que una ciencia. No fue hasta mediados del siglo XIX cuando se analizó la estabilidad de los sistemas de control por retroalimentación utilizando las matemáticas, el lenguaje formal de la teoría del control automático.
El regulador centrífugo fue inventado por Christiaan Huygens en el siglo XVII, y se utilizó para ajustar la separación entre piedras de molinos.

### La Revolución Industrial en Europa Occidental
.

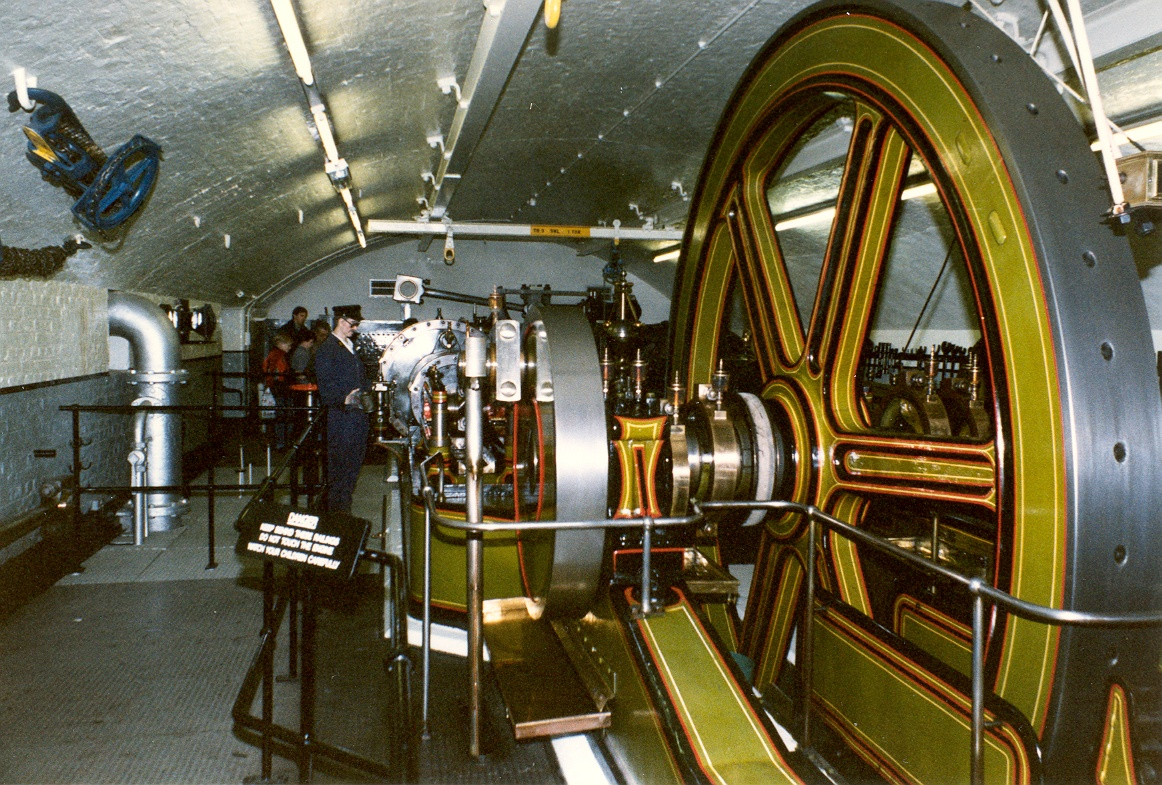
La máquina de vapor promovió la automatización a través de la necesidad de controlar la velocidad y la potencia del motor

La introducción de los prime movers, o máquinas autopropulsadas avanzó los molinos de grano, los hornos, las calderas y la máquina de vapor creó una nueva necesidad de sistemas de control automático, incluyendo regulador de temperatura (inventado en 1624; véase Cornelius Drebbel), regulador de presión (1681), regulador de flotador (1700) y dispositivos de control de velocidad. Otro mecanismo de control se utilizaba para tensar las velas de los molinos de viento. Fue patentado por Edmund Lee en 1745. También en 1745, Jacques de Vaucanson inventó el primer telar automatizado. Hacia 1800, Joseph Marie Jacquard creó la un sistema de tarjetas perforadas para programar los telares.
En 1771 Richard Arkwright inventó la primera hilandería totalmente automatizada accionada por energía hidráulica, conocida en la época como water frame. Un molino harinero automático fue desarrollado por Oliver Evans en 1785, convirtiéndose en el primer proceso industrial completamente automatizado.

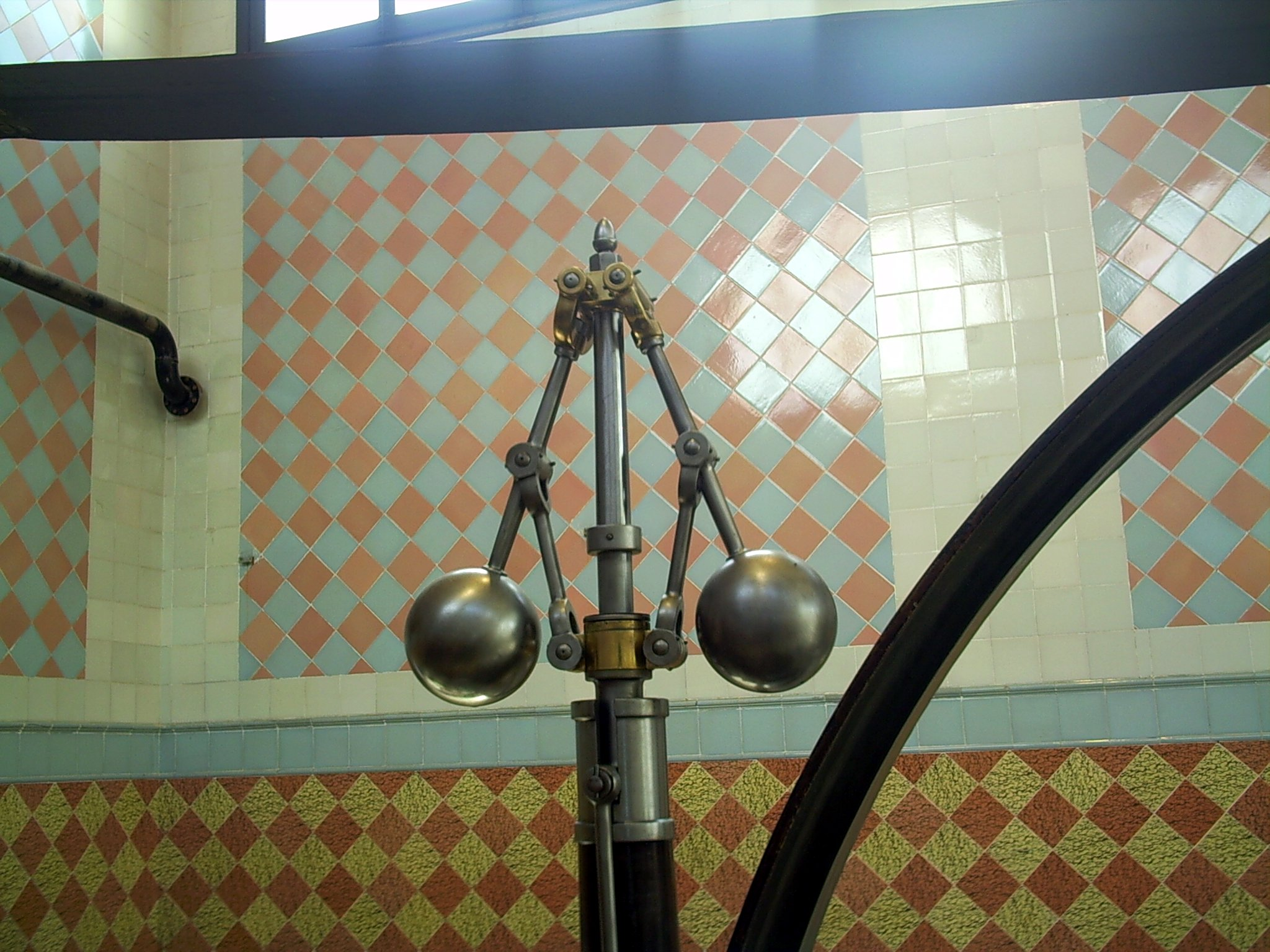
Un regulador centrífugo es un ejemplo temprano de un sistema de control retroalimentado. Un aumento de la velocidad hacía que los contrapesos se movieran hacia afuera, deslizando un eslabón que tendía a cerrar la válvula que suministraba vapor, y así frenar el motor.

Un gobernador centrífugo fue utilizado por un señor Bunce de Inglaterra en 1784 como parte de un modelo de grúa de vapor. El regulador centrífugo fue adoptado por James Watt para su uso en una máquina de vapor en 1788 después de que Boulton, socio de Watt, viera uno en un molino de harina que Boulton & Watt estaban construyendo. El regulador no podía realmente mantener una velocidad establecida; el motor asumía una nueva velocidad constante en respuesta a los cambios de carga. El regulador era capaz de manejar variaciones menores, como las causadas por la fluctuación de la carga de calor de la caldera. Además, había una tendencia a la oscilación cada vez que se producía un cambio de velocidad. Como consecuencia, los motores equipados con este regulador no eran adecuados para operaciones que requerían una velocidad constante, como el hilado del algodón.
Varias mejoras en el regulador, además de las mejoras en los tiempos de corte de las válvulas de la máquina de vapor, hicieron que la máquina fuera adecuada para la mayoría de los usos industriales antes de finales del siglo XIX. Los avances en la máquina de vapor se mantuvieron muy por delante de la ciencia, tanto de la termodinámica como de la teoría de control. El regulador recibió relativamente poca atención científica hasta que James Clerk Maxwell publicó un artículo que estableció el comienzo de una base teórica para entender la teoría de control.